# Rio Amargosa
O Rio Amargosa é um curso d'água com 298 km de extensão, localizado no sul de Nevada e no leste da Califórnia, nos Estados Unidos. É um dos dois únicos rios com fluxo perene na porção californiana do Deserto de Mojave. Ele drena uma região de deserto elevado, o Vale Amargosa [en], no Deserto de Amargosa, a noroeste de Las Vegas, até o Deserto de Mojave, terminando no Vale da Morte, onde suas águas desaparecem no aquífero subterrâneo. Exceto por uma pequena porção no Cânion Amargosa, na Califórnia, e outra em Beatty, Nevada, o rio flui acima do solo apenas após chuvas intensas, que são raras na região. Um trecho de 42 km entre Shoshone e Dunas Dumont é protegido como Rio Selvagem e Cênico Nacional. Na extremidade sul do Vale de Tecopa, a Área Natural do Rio Amargosa protege o habitat local.

## Curso
Exceto durante enchentes rápidas causadas por chuvas torrenciais, a maior parte do curso do rio Amargosa permanece seco na superfície. O fluxo é geralmente subterrâneo, exceto em trechos próximos a Beatty e Tecopa, no Cânion Amargosa. Nesse cânion, o rio atravessa a Área Natural do Rio Amargosa, uma região de vegetação densa e vida selvagem abundante, possibilitada pela presença de água.
O rio nasce a cerca de 1.200 m acima do nível do mar, no Condado de Nye, Nevada, ao longo do lado sul da Pahute Mesa, no Campo da Força Aérea de Nellis. O Thirsty Canyon Wash se junta à nascente do rio, e quando há água, o rio flui a partir daí para sudoeste, rumo ao Vale Oasis. Correndo paralelo à estrada U.S. Route 95, próximo às Bullfrog Hills [en] à direita, o rio recebe o Sober-Up Gulch pela margem direita e, em seguida, o Beatty Wash pela margem esquerda.
Aproximadamente 5 km rio abaixo, o rio atravessa Beatty e vira para sul-sudeste, passando pelo Amargosa Narrows, no Deserto de Amargosa. Nesse ponto, a montanha Bare fica à esquerda, e as montanhas Grapevine e Funeral [en], da Cordilheira Amargosa [en], à direita. A jusante do Narrows, ainda paralelo à Route 95, o rio passa pela Big Dune, à esquerda. Logo após, passa pela cidade de Amargosa Valley, também à esquerda, deixa Nevada e entra no Condado de Inyo, na Califórnia. Nesse trecho, recebe o Forty Mile Wash pela esquerda.
Correndo aproximadamente paralelo à California Route 127, o rio passa pela Junção do Vale da Morte, Califórnia [en]. Pouco depois, recebe o Carson Slough, que drena o Refúgio Nacional de Vida Selvagem Ash Meadows [en], pela esquerda. Logo em seguida, passa entre a cordilheira Resting Spring à esquerda e a cordilheira Greenwater à direita, antes de chegar a Shoshone. Abaixo de Shoshone, o rio continua paralelo à Route 127 até Tecopa. A jusante de Tecopa, acompanhando a rota comercial Old Spanish Trail [en], atravessa o Cânion Amargosa entre as Sperry Hills à direita e as Dumont Hills à esquerda, entra no Condado de San Bernardino, na Califórnia, e passa pelas Dunas Dumont, no norte do Deserto de Mojave. Virando para o oeste, o rio cruza sob a Route 127 e entra no Parque Nacional do Vale da Morte, entre o extremo sul da Cordilheira Amargosa à direita e as Montanhas Avawatz à esquerda.
Virando para noroeste e depois para o norte, o rio reentra no Condado de Inyo, passando entre as Montanhas Owlshead à esquerda e as Ibex Hills à direita, e recebe Confidence Wash e Rhodes Wash, ambos pela direita. Nesse trecho, o rio corre aproximadamente paralelo à estrada Harry Wade Road e, mais ao norte, à California Route 178 e à West Side Road. O rio recebe o córrego Willow pela direita e termina na Bacia de Badwater, cerca de 86 m abaixo do nível do mar, entre as montanhas Black à direita e a Cordilheira Panamint [en] à esquerda. Desaparecendo no solo, o rio alimenta o aquífero que é o remanescente do pré-histórico Lago Manly [en].

### Vazão

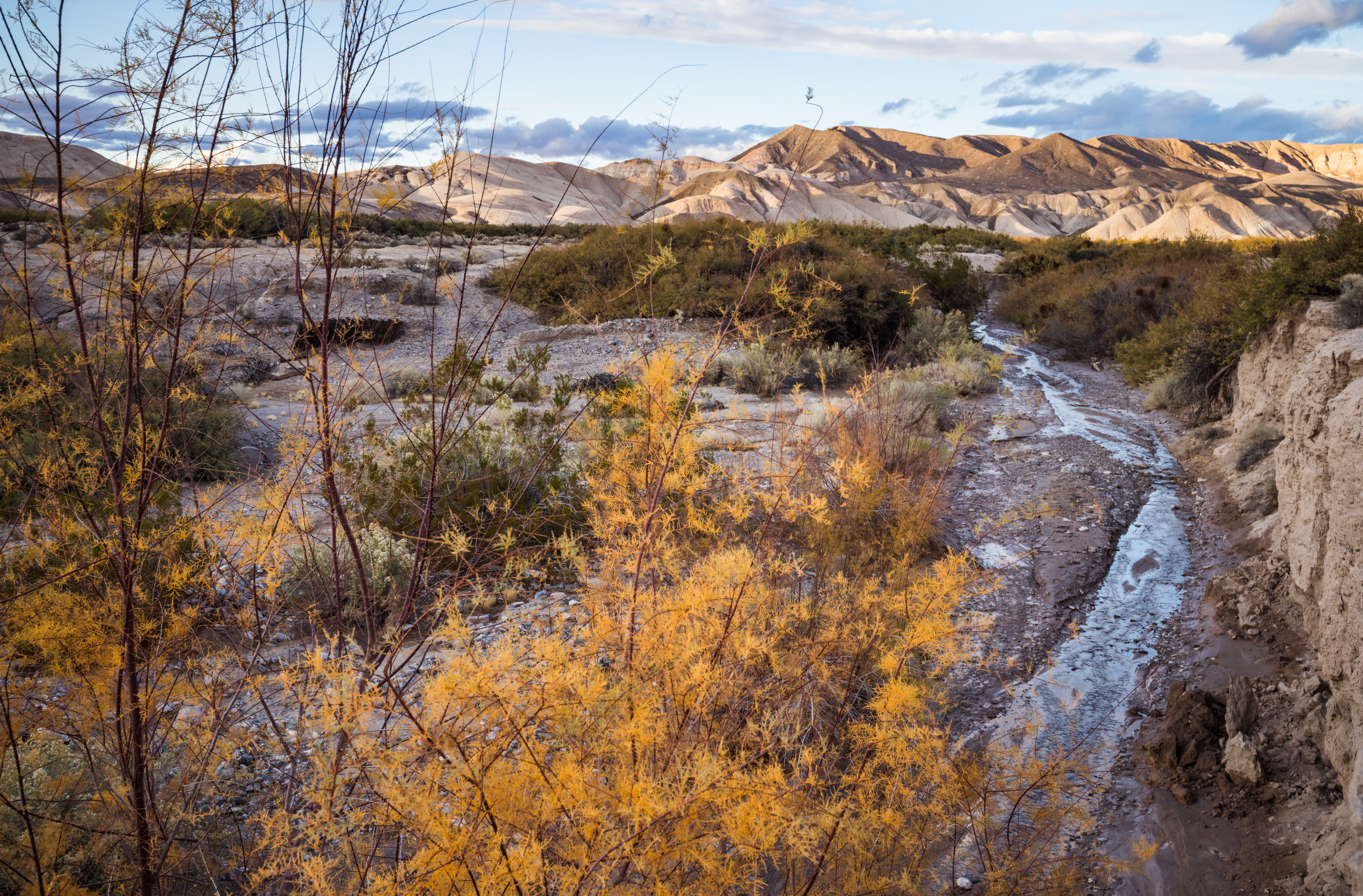
Riacho que deságua no rio Amargosa.

O Serviço Geológico dos Estados Unidos monitora o fluxo do rio Amargosa em uma estação de medição de vazão próxima à Old Spanish Trail Road, a 0,32 km a oeste de Tecopa. A vazão média do rio nessa estação é de 0,11 m³/s. Isso corresponde a uma área de drenagem de 8.003 km², grande parte não contributiva, representando cerca de 60% da bacia hidrográfica do rio Amargosa. A vazão máxima registrada foi de 300 m³/s em 16 de agosto de 1983, e a vazão mínima foi de 0 m³/s em alguns dias de certos anos.

## Vida selvagem
A região do Rio Amargosa, localizada em uma porção do Deserto de Mojave designada como "Área de Preocupação Ambiental Crítica" pelo Bureau of Land Management (BLM), está sob proteção para conservar a diversidade de espécies de plantas e animais listadas na Lei de Espécies Ameaçadas. Entre essas espécies ameaçadas estão o rato Microtus californicus ssp. scirpensis, o juruviara-de-coroa-cinzenta (Vireo bellii [en]) e o maria-fibiu (Empidonax traillii [en]), reconhecidos em níveis estadual e federal. Além disso, o estado da Califórnia considera o papa-lagarta-de-asa-vermelha, o gavião-papa-gafanhoto e Nitrophila mohavensis [en]. Duas espécies de peixes desérticos, Cyprinodon diabolis e Rhinichthys osculus, habitam a região e são classificadas como espécies sensíveis pelo BLM.

### Cyprinodon nevadensisssp.amargosae
Cyprinodon nevadensis amargosae [en] é um dos habitantes mais notáveis do rio Amargosa. A espécie parece prosperar no Cânion Amargosa, onde seu habitat é protegido como um Rio Selvagem e Cênico, graças aos esforços da Amargosa Conservancy. Eles se reproduzem principalmente em grupos soltos, com machos exibindo pouca agressividade e frequentemente cortejando as fêmeas. No entanto, um subgrupo de machos estabelece e defende territórios reprodutivos ao longo das áreas quentes e rasas do rio. Esses machos territoriais são agressivos e raramente exibem comportamentos de cortejo.

### Rhinichthys osculus
O rio Amargosa abriga três populações distintas de peixes Rhinichthys osculus [en], localizadas no Vale Oasis, próximo a Beatty, em Ash Meadows e no Cânion Amargosa. Uma descoberta interessante é a composição genética desses peixes, que indica um nível inesperado de conectividade ao longo do rio. Notavelmente, a população de R. osculus do Cânion Amargosa apresenta uma mistura genética de traços das populações do Vale Oasis e de Ash Meadows. Isso sugere que, durante grandes eventos de inundação, R. osculus consegue percorrer grandes distâncias ao longo do Rio Amargosa, cobrindo quase 160 km de Beatty até abaixo de Tecopa. Essas descobertas indicam um nível de interconexão entre essas populações não reconhecido anteriormente no peixe.

## História

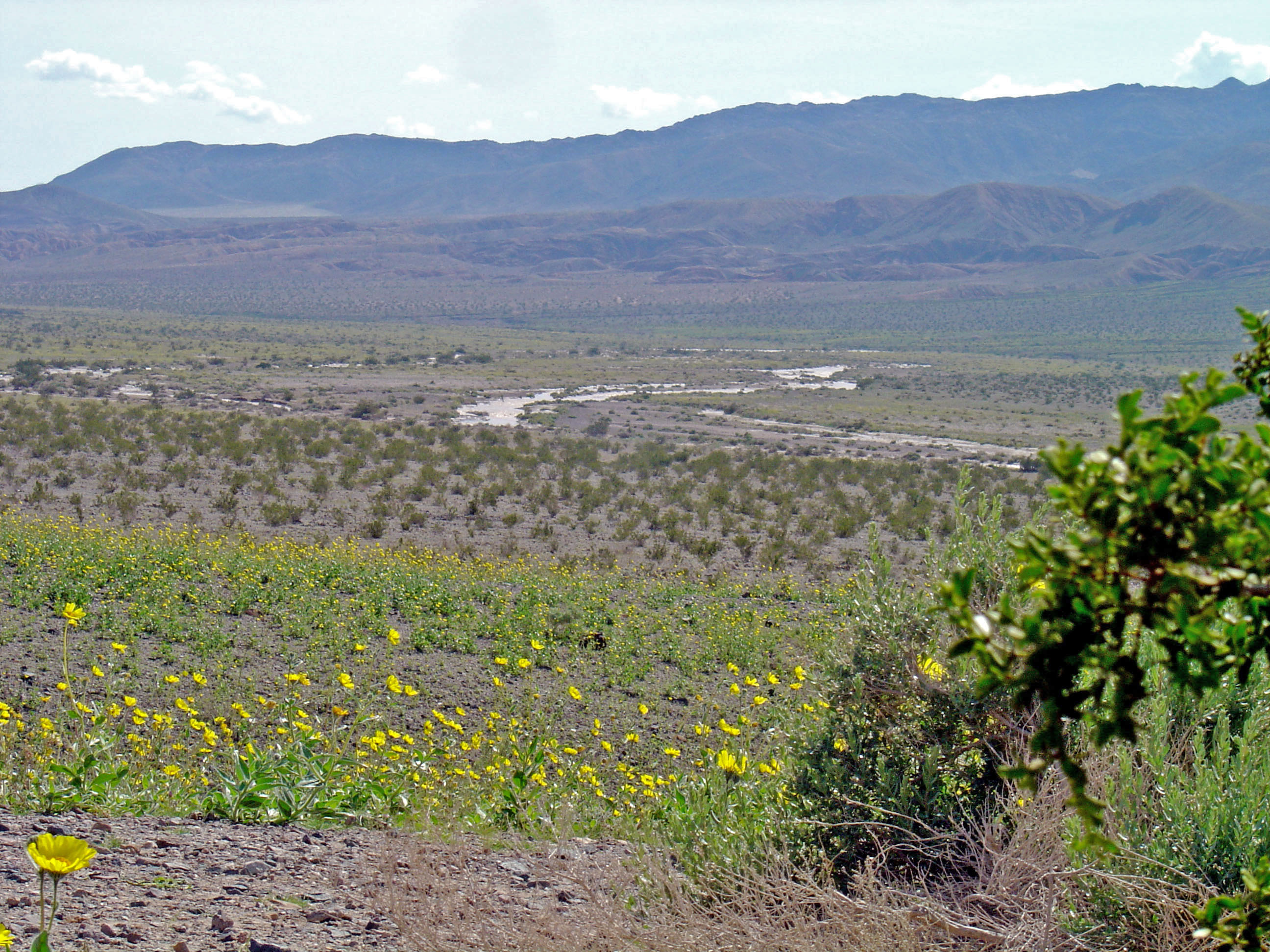
Durante períodos muito úmidos, o rio Amargosa pode fluir na superfície no Parque Nacional do Vale da Morte.

O nome do rio vem da palavra espanhola "amargo", provavelmente uma abreviação de "agua amargosa", que significa "água amarga". O nome foi registrado pela primeira vez em 1844 e acredita-se que se refira à água alcalina. O rio é um riacho antigo, seguindo um cânion antecessor. Evidências de habitação humana ao longo do rio remontam a mais de 10.000 anos. Além do antigo Lago Manly no Vale da Morte, o vale médio do rio foi submerso no final do Pleistoceno pelo Lago Tecopa [en].
O leito do cânion ao longo da Cordilheira Amargosa possui vestígios de habitações indígenas protegidas pelo Bureau of Land Management. A rota comercial Old Spanish Trail seguia o curso do rio no Cânion Amargosa durante o século XIX. De 1907 a 1941, a Ferrovia Tonopah e Tidewater [en] acompanhava o curso inferior do rio, servindo comunidades remotas do Vale da Morte.
Em março de 2009, como parte da Lei do Patrimônio Selvagem de Eastern Sierra e Northern San Gabriel, um trecho de 42 km entre Shoshone e Dumont Dunes foi protegido como Rio Selvagem e Cênico Nacional pelo Sistema Nacional de Rios Selvagens e Cênicos [en].

## Links externos
- Amargosa River Natural Area - Página do BLM
- Friends of the River: Amargosa River
- Passeios virtuais pelo Rio Amargosa
- Amargosa Conservancy